# Й
Й (minuskule й) je písmeno cyrilice.
Písmeno se ve slovanských jazycích příliš nepoužívá, protože ve většině z nich existují samostatná písmena pro jotované samohlásky: Е (běloruština, ruština), Ё (běloruština, ruština), Є (ukrajinština), Ї (ukrajinština), Ю (běloruština, bulharština, ruština, ukrajinština), Я (běloruština, bulharština, ruština, ukrajinština).
V srbštině, černohorštině a makedonštině se místo písmena Й používá písmeno Ј. V kildinské sámštině se vyskytuje varianta písmena Й, písmeno Ҋ. V abchazské azbuce se písmeno Й nevyskytuje.
V latince písmenu Й ve slovanských jazycích odpovídá písmeno J (j), ve španělštině a angličtině písmeno Y (y). V arménském písmu mu odpovídá písmeno Յ (յ).
Prapůvod lze vysledovat nejspíše v hebrejském písmenu Н ь.[ujasnit]
V hlaholici písmenu Й odpovídá písmeno Ⰺ.